# Бойко, Николай Иванович
Никола́й Ива́нович Бо́йко (1931—1989) — буровой мастер, Герой Социалистического Труда.

## Биография
Родился 24 июня 1931 года в с. Медвежьем Роменского района Сумской области.
Работал в нефтедобывающей отрасли:
- помощник бурильщика, бурильщик Полтавской роторной партии треста «Укрвостокнефтеразведка» (1950−1954);
- бурильщик Жирновской конторы бурения треста «Сталинграднефть» (1954−1957);
- буровой мастер, начальник буровой Коробковской конторы бурения, Коробковского УБР объединения «Нижневолжскнефть» (1957−1989).

Умер 11 апреля 1989 года.

## Награды
- За выдающиеся заслуги в выполнении заданий семилетнего плана по добыче нефти и достижение высоких технико-экономических показателей в работе в 1966 году удостоен звания Герой Социалистического Труда.
- Ордена Ленина и Трудового Красного Знамени, медаль «За доблестный труд (За воинскую доблесть). В ознаменование 100-летия со дня рождения Владимира Ильича Ленина».